# إيمان نجم
إيمان نجم (20 أغسطس 1976 -)، إعلامية كويتية.

## عن حياتها
شاركت وهي صغيرة بالتمثيل والغناء خلال مسرحية بيبي والعجوز عام 1988، بدأت مشوارها كمقدمة برامج في «إذاعة الكويت»، ثم اتجهت لتقديم في البرامج التلفزيونية ثم إتجهت للتقديم بالبرامج التلفزيونية من عام 2004، وذلك عندما ظهرت للمرة الأولى على مسرح «مهرجان هلا فبراير» لتقدم الفنانين وكانت وقتها أول محجبة تقدم فنانين على خشبة المسرح في الكويت، ثم قدمت عدد من البرامج على تلفزيون الكويت. وفي عام 2005 عادت إلى الإذاعة بعد انضمامها إلى محطة مارينا أف أم. وفي عام 2007 عادت إلى التلفزيون بعد انضمامها إلى قناة الوطن وقدمت فيها العديد من البرامج. وبعد إغلاق القناة عادت إلى الإذاعة في محطة زيرو أف أم، استمرت بعدها بتقديم البرامج بالإذاعة والتلفزيون الكويتي الرسمي بقنواته المختلفة. لقبت من إحدى المحافل بملكة الميكرفون.

### حياتها الأسرية
منفصلة، ولديها ابن يدعى عبد لله.

## أعمالها

### من البرامج الذي قدمتها
| اسم البرنامج           | على قناة       |
| ---------------------- | -------------- |
| بيتك                   | تلفزيون الكويت |
| مساء الخير يا كويت     | تلفزيون الكويت |
| صباح الوطن             | قناة الوطن     |
| ليالى الوطن            | قناة الوطن     |
| استديو أبيات           | قناة الوطن     |
| تو الليل               | قناة الوطن     |
| البيت العود            | قناة الوطن     |
| وجهة نظر               | قناة الوطن     |
| سرى الليل - ثلاث مواسم | قناة الوطن     |
| الليلة - جزئين         | تلفزيون الكويت |
| يمعة الجمعة            | تلفزيون الكويت |

### التمثيل
- 1988: مسرحية بيبي والعجوز.
- 2016: مسرحية بيت الحلاو.

### التمثيل صوتي
- 2000: رسوم متحركة قطعة 13.
- 2005: ريموت كنترول - برنامج كوميدي.
- 2009: فيلم فرصة أخرى.
- 2017: فيلم اوفيه - التعليق الصوتي.
- 2017: رسوم متحركة دكان بو نواف - الجزء الثاني.
- 2017: مسرحية فانتازيا - رواية.
- 2017: مسلسل إذاعي عصابة مرعوب.
- 2018: مسلسل كلام أصفر - رواية القصة.
- 2018: مسلسل إذاعي آل ديسمبر.

## روابط خارجية
- إيمان نجم على موقع قاعدة بيانات الأفلام العربية